# Jemina Alves
Jemina Augusto Alves (ur. 1 października 1964 w Recife) – brazylijska judoczka. Olimpijka z Barcelony 1992, gdzie zajęła trzynaste miejsce w wadze lekkiej.
Startowała w Pucharze Świata w 1992. Brązowa medalistka mistrzostw panamerykańskich w 1992 roku. 

## Letnie Igrzyska Olimpijskie 1992
| Konkurencja | Eliminacje               | Repasaże                | Klas. końcowa |
| Konkurencja | Przeciwnik I             | Przeciwnik I            | Miejsce       |
| ----------- | ------------------------ | ----------------------- | ------------- |
| 56 kg       | Driulis González (CUB) P | Maria Gontowicz (POL) P | 13.           |